# غیور
غیور (به لاتین: Ghior) یک منطقهٔ مسکونی در بنگلادش است که در ناحیه منیک‌گنج واقع شده‌است. غیور ۱۴۵٫۹۵ کیلومتر مربع مساحت و ۱۵۵٬۹۰۷ نفر جمعیت دارد.